# Alina Drăgan
Alina Drăgan (ur. 11 maja 1969 w Bukareszcie) – rumuńska gimnastyczka artystyczna.
Startowała dla Rumunii w wieloboju indywidualnym na Igrzyskach Olimpijskich w Los Angeles w 1984 roku. Zajęła 2. miejsce w kwalifikacjach i 4. miejsce w klasyfikacji generalnej.